# Selectors API
Selectors API est une interface de programmation (API) concernant la manipulation des documents modélisés sous forme objet (DOM).
Selectors API est spécifiée par le consortium W3C. En mars 2009 il s'agissait d'un document de travail dans sa phase de dernier appel (« last call working draft »).
Cette API est principalement destinée à être implantée en JavaScript par les navigateurs web.

## Description
Selectors API définit 2 méthodes permettant d'accéder à des nœuds de l'arbre DOM en les sélectionnant au moyen d'un sélecteur CSS.
- querySelectorAll(sélecteur) qui renvoie la liste de tous les nœuds correspondant au sélecteur
- querySelector(sélecteur) qui renvoie seulement le premier nœud correspondant.

Ces deux méthodes font partie d'une interface NodeSelector. 
Les classes Document, DocumentFragment et Element doivent implémenter cette interface.

## Implémentation
Cette API est implémentée par le moteur Webkit (navigateurs Safari depuis la version 3.1 et Google Chrome 1.0), par Internet Explorer 8 et par Mozilla Firefox 3.1 bêta (future Mozilla Firefox 3.5).